# Anja Domres
Anja Domres (* 19. September 1963 in Osnabrück) ist eine deutsche Politikerin der SPD und Beamtin. Sie ist stellvertretende Leiterin des Hamburger Landesamtes für Verfassungsschutz. Von 2008 bis 2014 war sie Mitglied der Hamburgischen Bürgerschaft.

## Leben und Beruf
Anja Domres absolvierte nach dem Abitur (1984) ein Jura-Studium in Münster und in Hamburg. Sie legte 1993 das erste und 2005 das zweite juristische Staatsexamen ab. Danach war sie als Sachbearbeiterin im Sozialamt Barmbek-Uhlenhorst tätig. Später wechselte sie zur Hamburger Finanzbehörde in die Abteilung Verwaltungsreform, wo sie das Konzept für Soziale Dienstleistungszentren mitentwickelte. 2007 übernahm Anja Domres die Leitung des Fachamtes Grundsicherung und Soziales im Bezirksamt Altona. Seit August 2010 leitete sie das Versorgungsamt Hamburg.
Anja Domres gewann das Auswahlverfahren für die Position der stellvertretenden Leiterin des Hamburger Landesamtes für Verfassungsschutz (LfV) und Abteilungsleiterin Staatsschutz im LfV. Am 1. August 2014 trat sie das Amt an und legte ihr Bürgerschaftsmandat nieder.

## Politik
Anja Domres war von 2002 bis 2006 Vorsitzende der Arbeitsgemeinschaft sozialdemokratischer Frauen in Hamburg. Seit 2006 steht sie dem SPD-Distrikt Eppendorf vor, zwischen 2004 und 2006 war sie zudem Mitglied des SPD-Landesvorstandes. Im Februar 2008 konnte sie bei der Bürgerschaftswahl über den Wahlkreis Eppendorf – Winterhude als Abgeordnete in die Hamburgische Bürgerschaft einziehen. Dort war sie für ihre Fraktion Fachsprecherin für die Bereiche Gesundheitspolitik und Verbraucherschutz. Bei der Bürgerschaftswahl in Hamburg 2011 konnte sie ihr Wahlkreismandat verteidigen. Seitdem leitete sie den Gesundheitsausschuss und war Mitglied in den Ausschüssen für Inneres und Stadtentwicklung.
Seit April 2018 ist Domres als Nachfolgerin von Peter Tschentscher Vorsitzende des SPD-Kreises Nord.

## Privates
Domres ist verheiratet mit dem SPD-Fraktionsvorsitzenden der Bezirksversammlung in Hamburg-Nord.